# Przygody Trzech Detektywów
Przygody Trzech Detektywów – amerykańska seria książek kryminalnych dla młodzieży, które mają kilku różnych autorów (Robert Arthur – twórca postaci Trzech Detektywów, William Arden, Mary V. Carey, Nick West, Marc Brandel, Megan Stine & H. William Stine, G.H. Stone, William MacCay, Peter Lerangis), jednak sygnowane są nazwiskiem Alfreda Hitchcocka.
Kilka książek serii wydanych tylko w Polsce napisało dwóch polskich autorów (Krystyna Boglar oraz Aleksander Minkowski). Opowiadają one o śledztwach trzech młodych detektywów: Jupitera Jonesa, Pete’a Crenshawa oraz Boba Andrewsa. Każda ze spraw znajduje swoje pełne wyjaśnienie w domu samego Alfreda Hitchcocka, przyjaciela chłopców, któremu streszczają oni ostatnio rozwiązaną zagadkę. Akcja zazwyczaj rozgrywa się w okolicach ich rodzinnego miasta, Rocky Beach, w pobliżu Hollywood.

## Bohaterowie
- Jupiter Jones[a] (Pierwszy Detektyw, Jupe, Mały Tłuścioszek) – założyciel i mózg Trzech Detektywów. W wieku 3 lat zagrał w serialu „Małe Urwisy” wcielając się w rolę Małego Tłuścioszka. Jego rodzice zginęli gdy chłopiec miał 4 lata. Po ich śmierci trafił do wujostwa Matyldy i Tytusa Jones, którzy prowadzą skład złomu w Rocky Beach. Jupiter jest krępy (można rzec otyły). Odznacza się fenomenalną pamięcią, zdolnością logicznej dedukcji. Nie grzeszy skromnością. Swoim słownictwem często wprawia w zdumienie swoich rozmówców.
- Pete Crenshaw[b] (Drugi Detektyw) – najroślejszy i najsprawniejszy fizycznie z całej trójki. Urodzony sportowiec. Rzadko popiera szalone pomysły Jupitera, ale przyjaciele zawsze mogą na niego liczyć. Zwinny i silny, bywa nieoceniony w niebezpiecznych sytuacjach. Jego ojciec jest specjalistą od efektów specjalnych.
- Bob Andrews – odpowiada za dokumentację oraz zbieranie informacji. Jego zamiłowaniem jest nauka. Dorywczo dorabia w bibliotece w Rocky Beach. Nosi okulary. W serii „Nowe Przygody Trzech Detektywów” zamienił okulary na szkła kontaktowe, stał się bardziej śmiały przez co często otoczony był dziewczynami. Jego ojciec pracuje jako reporter, a jego dziadek był kowalem.
- Alfred Hitchcock – czasami jego przyjaciele mają nadzwyczajne problemy. Wtedy on prosi o pomoc trójkę detektywów. Jest w stosunku do nich uprzejmy i traktuje ich jak dorosłych. Zawsze docenia ich pracę – jest pełen podziwu.
- Wuj Tytus – chłopcy pomagają mu przy składowisku złomu. Znajdują się tam najrozmaitsze graty.
- Ciotka Matylda – dba o to, aby chłopcy w swojej kwaterze głównej (przyczepie kempingowej) zawsze mieli coś do picia i jedzenia. Trzech detektywów traktuje jak przybranych synów z uwagi na częste pobyty Pete’a i Boba na składowisku Jonesów.

## Spis tytułów
Do serii książek o Trzech Detektywach należą:
1. Tajemnica Zamku Grozy
2. Tajemnica jąkającej się papugi
3. Tajemnica szepczącej mumii
4. Tajemnica zielonego ducha
5. Tajemnica krzyczącego zegara
6. Tajemnica jęczącej jaskini
7. Tajemnica nerwowego lwa
8. Tajemnica śpiewającego węża
9. Tajemnica kurczącego się domu
10. Tajemnica potwora z Sierra Nevada
11. Tajemnica bezgłowego konia
12. Tajemnica wędrującego jaskiniowca
13. Tajemnica zaginionej syreny
14. Tajemnica gadającej czaszki
15. Tajemnica „Śmiertelnej Pułapki”
16. Tajemnica kaszlącego smoka
17. Tajemnica nawiedzonego zwierciadła
18. Tajemnica niewidzialnego psa
19. Tajemnica śmiejącego się cienia
20. Tajemnica magicznego kręgu
21. Tajemnica zabójczego sobowtóra
22. Tajemnica płonącego urwiska
23. Tajemnica szlaku grozy
24. Tajemnica porwanego wieloryba
25. Tajemnica wypchanego kota
26. Tajemnica Szalonego Demona
27. Tajemnica Purpurowego Pirata
28. Tajemnica Rafy Rekina
29. Tajemnica człowieka z blizną
30. Tajemnica Wyspy Szkieletów
31. Tajemnica futrzanego misia
32. Tajemnica nieznośnego kolekcjonera
33. Tajemnica Płomiennego Oka
34. Tajemnica gołębia o dwóch pazurach
35. Tajemnica Spotkania Małych Urwisów
36. Tajemnica Jeziora Duchów
37. Tajemnica złowieszczego stracha na wróble
38. Tajemnica złotego orła
39. Tajemnica srebrnego pająka
40. Tajemnica pana Pottera
41. Tajemnica Skały Rozbitków
42. Tajemnica tańczącej beczki
43. Tajemnica Nieznośnego kolekcjonera

Nowe Przygody Trzech Detektywów
Ukazała się również seria „Nowe Przygody Trzech Detektywów” na którą składają się:
1. Trefne kółka
2. Śmierć na wynos
3. Dolina śmierci
4. Jak w komiksie
5. Powrót z piekła
6. Nieczysta gra
7. Szaleńcza afera
8. Pechowy dreszczowiec
9. Perły Patrycji McGrove
10. Duch Malcolma Fostera
11. Brudny interes
12. Władca fortuny
13. Zabójcza ekstaza
14. Noc Ognistych Demonów
15. Złoty strzał perkusisty
16. Pułapka za 100 milionów
17. Mroczne sekrety
18. Ucho Szatana
19. Gadający grobowiec

Trzej detektywi
Ukazała się również seria „Trzej??? detektywi” na którą składają się m.in.:
1. Zaginiony pergamin[1]
2. Tajemnica wężowego amuletu[2]
3. Zatopiona wieś[3]